# Bernard McLaughlin
Bernard Joseph McLaughlin (ur. 19 listopada 1912 w Buffalo, Nowy Jork, zm. 5 stycznia 2015 w Kenmore, Nowy Jork) – amerykański duchowny katolicki, w latach 1968–1988 pomocniczy biskup Buffalo.
Święcenia kapłańskie przyjął 21 grudnia 1935 w Buffalo. Od 4 grudnia 1967 nosił tytuł protonotariusza apostolskiego
28 grudnia 1968 został mianowany biskupem pomocniczym w rodzinnej diecezji ze stolicą tytularną Motula. Sakrę biskupią otrzymał 6 stycznia 1969 z rąk papieża Pawła VI. W styczniu 1988 zrezygnował z tej funkcji.